# Veredicto

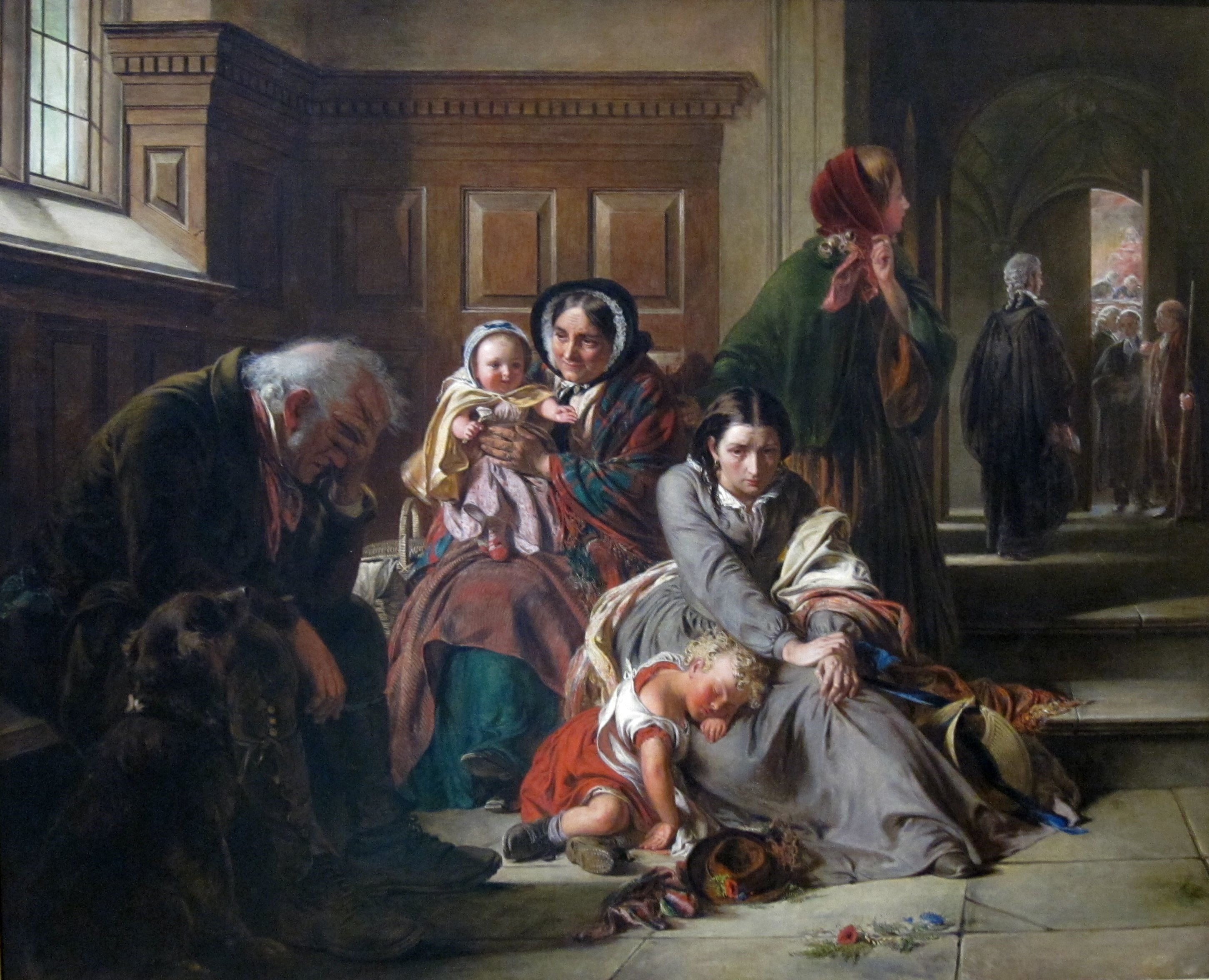
"Esperando por um Veredito", pintura de Abraham Solomon, 1859.

Veredito ou veredicto (do veredictum, "verdadeiramente dito") é a decisão proferida por um juiz ou júri sobre matéria submetida ao seu julgamento.
Num caso criminal, o veredicto é uma determinação de "inocente" ou "culpado", exceto na Escócia onde existe também a possibilidade do veredicto de "not proven" ("não comprovado"). Considerações diferentes sobre um mesmo caso podem conduzir a diferentes veredictos. Um veredicto de culpado num caso criminal é geralmente seguido pela declaração da condenação e leitura da sentença proferida pelo juiz.
Em alguns países, como Inglaterra e Gales, um médico-legista também pode emitir um veredicto ao fim de uma investigação de morte súbita. Dentre as possíveis causas, estão morte acidental, homicídio, legítima defesa, suicídio, morte por causas naturais e "em aberto".